# Stazione di Giubiasco
La stazione di Giubiasco è una stazione ferroviaria posta alla diramazione delle linee Bellinzona-Chiasso e Bellinzona-Locarno ed è la seconda stazione ferroviaria di Bellinzona. Serve principalmente i centri abitati e i quartieri sud di Bellinzona: Giubiasco, Sementina, Camorino, Pianezzo e Sant'Antonio.
La stazione è interamente attrezzata per il sistema ERTMS.

## Movimento
Col cambio orario del 5 aprile 2021, la stazione è servita dai treni delle linee S10, S20, S50 ed S90 della rete celere del Canton Ticino, effettuati da TiLo.

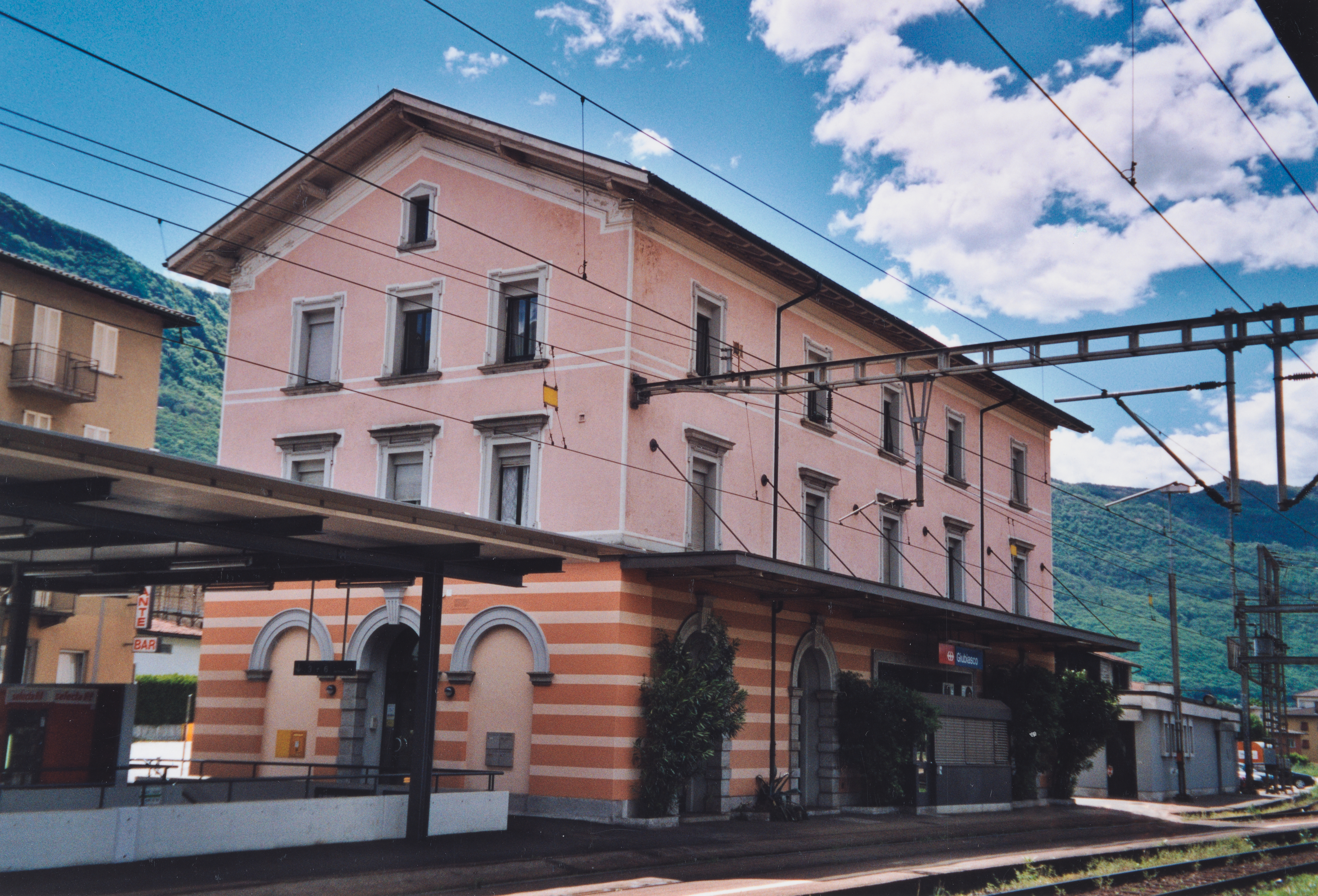
Nel 2005